# برنج (گیاه)

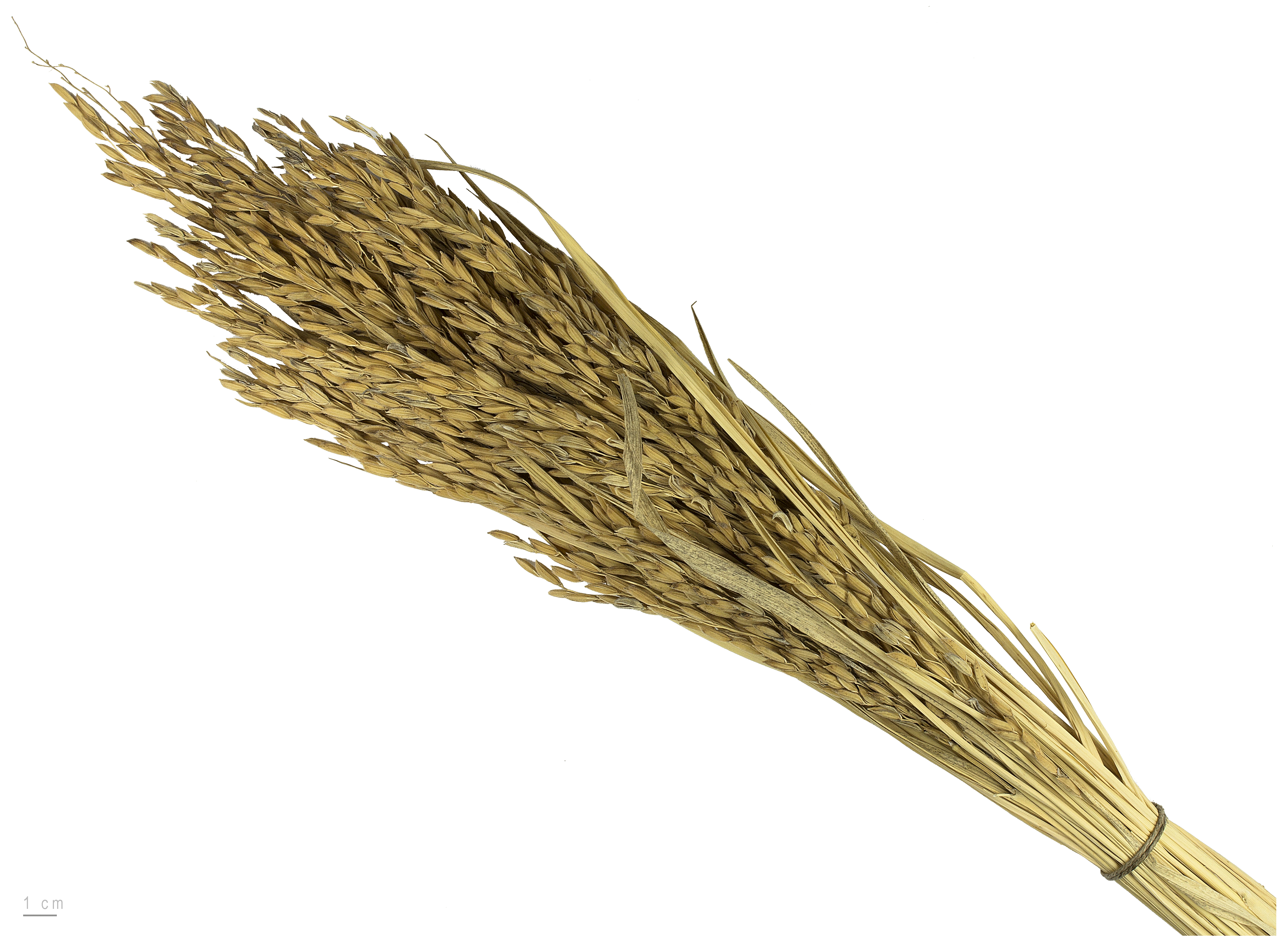
Oryza sativa

برنج (نام علمی: Oryza sativa) نام یک گونه از تیره گندمیان است.